# Guiry-en-Vexin
Guiry-en-Vexin este o comună franceză, situată în departamentul Val-d'Oise, în regiunea Île-de-France.

## Geografie

### Descriere
Guiry este un sat rural din regiunea Vexin francez, situat în departamentul Val-d'Oise, la 7 km sud-est de Magny-en-Vexin, la 19 km nord-vest de Pontoise, la aproximativ cincizeci de kilometri nord-vest de Paris și la aproximativ douăzeci de kilometri sud de Gisors. Este deservit de fosta Rută Națională 14 (actualul drum departamental RD 14).
Comuna face parte din parcul natural regional Vexinul francez.

### Comune limitrofe
| Banthelu            | Cléry-en-Vexin | Commeny              |
| Wy-dit-Joli-Village |                |                      |
|                     |                | Gadancourt (Avernes) |

### Hidrografie
Comuna este traversată de Ru de Guiry și Ru de la Défonse, care confluează aici în Aubette de Meulan, un afluent al Senei.

### Clima
În 2010, clima comunei este de tipul climatului oceanic degradat al câmpiilor din Centru și Nord, conform unui studiu al Centrului Național de Cercetare Științifică (CNRS) pe baza unui set de date care acoperă perioada 1971-2000 bazat pe o serie de date din perioada 1971-2000. În 2020, Météo-France a publicat o tipologie a climatului pentru Franța metropolitană, în care comuna este expusă unui climat oceanic și se află în regiunea climatică Sud-vest a bazinului Parisian, caracterizată printr-o ploaie redusă, în special primăvara (120-150 mm) și un iarnă rece (3,5 °C).
Pentru perioada 1971-2000, temperatura anuală medie este de 10,5 °C, cu o amplitudine termică anuală de 14,4 °C. Cumulul anual mediu de precipitații este de 690 mm, cu 11,5 zile de precipitații în ianuarie și 8 zile în iulie. Pentru perioada 1991-2020, temperatura medie anuală observată la stația meteorologică Météo-France cea mai apropiată, situată în comuna Boissy-l'Aillerie la 14 km distanță, este de 11,2 °C, iar cumulul anual mediu de precipitații este de 635,8 mm.
Parametrii climatici ai comunei au fost estimați pentru mijlocul secolului (2041-2070) conform diferitelor scenarii de emisie de gaze cu efect de seră, bazate pe noile proiecții climatice de referință DRIAS-2020. Aceștia pot fi consultați pe un site dedicat publicat de Météo-France în noiembrie 2022.

## Urbanism

### Tipologie
La 1 ianuarie 2024, Guiry-en-Vexin este clasificată drept comună rurală cu habitat dispersat, conform noii grile comunale de densitate în șapte niveluri definită de INSEE (Institutul Național de Statistică și Studii Economice) în 2022. Este situată în afara unității urbane. În plus, comuna face parte din zona metropolitană a Parisului, fiind o comună din coroana acestei zone. Această zonă cuprinde 1.929 de comune.

## Toponimie
Numele localității este menționat sub forma Vuiery în jurul anului 1100.
Forma din anul 738 (Warnaco), fără referință, care rezultă probabil dintr-o confuzie cu cea a localității Guerny (Eure, Warnacum în secolul al VII-lea), situată la 23 km, nu poate explica denumirea Guiry, deoarece [n] nu poate dispărea în această poziție. De altfel, forma consemnată 12 ani mai târziu (Wariaco) nici nu conține acest sunet.
Este vorba despre o formare toponimică în -(i)acum, un sufix de localizare și de proprietate de origine galică, care a evoluat regulat în terminația -y în nordul Franței. Primul element Guir- reprezintă, probabil, un antroponim, conform cazului general. Albert Dauzat, care nu cunoștea o formă veche, a sugerat că ar putea proveni din numele latin Gurrius, la fel ca în Gury (Oise, Guriacum 935). Totuși, această ipoteză a fost abandonată ulterior, fiind invalidată de o formă veche menționată în suplimentul aceluiași studiu redactat de Charles Rostaing. Acesta din urmă sugerează că numele ar putea deriva dintr-un antroponim germanic bazat pe rădăcina Wid-r-. Ernest Nègre merge și mai departe, propunând numele germanic Wiherius (de înțeles ca Wiher).
Observație: Prezența unui W- la începutul numelui este caracteristică unui element de origine germanică sau influențat de limba germanică. În franceza centrală, W- a trecut în mod regulat la G(u)- (similar pentru substantivele comune: w- > g(u)-), în timp ce în nord s-a menținut, trecând ulterior la V- în anumite regiuni. Formele vechi înregistrate pentru Guiry, la fel ca cele pentru Guerny (Warnei 1051 - 1066; Guarniacum 1055, 1063), reflectă fluctuația izoglosei W- (transformat în V- în normanda septentrională în jurul secolului al XII-lea) / G(u)-, adică între graiurile de oïl septentrionale și cele de oïl centrale.
Determinantul complement en-Vexin face referire la Vexin, o fostă provincie (împărțită în două în 911, odată cu cedarea părții sale occidentale către Rollo) și o regiune naturală, situată în nord-vestul regiunii Île-de-France și, parțial, în Hauts-de-France. Aceasta se întinde pe departamentele Val-d'Oise, Yvelines și Oise (Vexin français), dar și, pentru partea sa occidentală, în nord-estul departamentului Eure (Vexin normand).

## Istorie
Locul a fost locuit încă din perioada Neoliticului, fapt atestat de prezența unei alei acoperite pe teritoriul comunei.

## Populația și societatea

### Date demografice
Evoluția numărului de locuitori este cunoscută prin recensămintele populației efectuate în comuna respectivă începând din 1793. Pentru comunele cu mai puțin de 10 000 de locuitori, un recensământ al întregii populații este realizat la fiecare cinci ani, populațiile legale pentru anii intermediari fiind estimate prin interpolare sau extrapolare.
În 2021, comuna număra 142 locuitori, în scădere cu -19,32 % față de 2015 (Val-d'Oise: +3,39 %, Franța fără Mayotte: +1,84%).
| An        | 1793 | 1821 | 1841 | 1856 | 1876 | 1886 | 1901 | 1921 | 1936 | 1962 | 1982 | 2006 | 2014 | 2021 |
| --------- | ---- | ---- | ---- | ---- | ---- | ---- | ---- | ---- | ---- | ---- | ---- | ---- | ---- | ---- |
| Populație | 181  | 130  | 144  | 151  | 106  | 130  | 127  | 101  | 104  | 133  | 114  | 164  | 176  | 142  |

## Cultura locală și patrimoniul

### Locuri și monumente

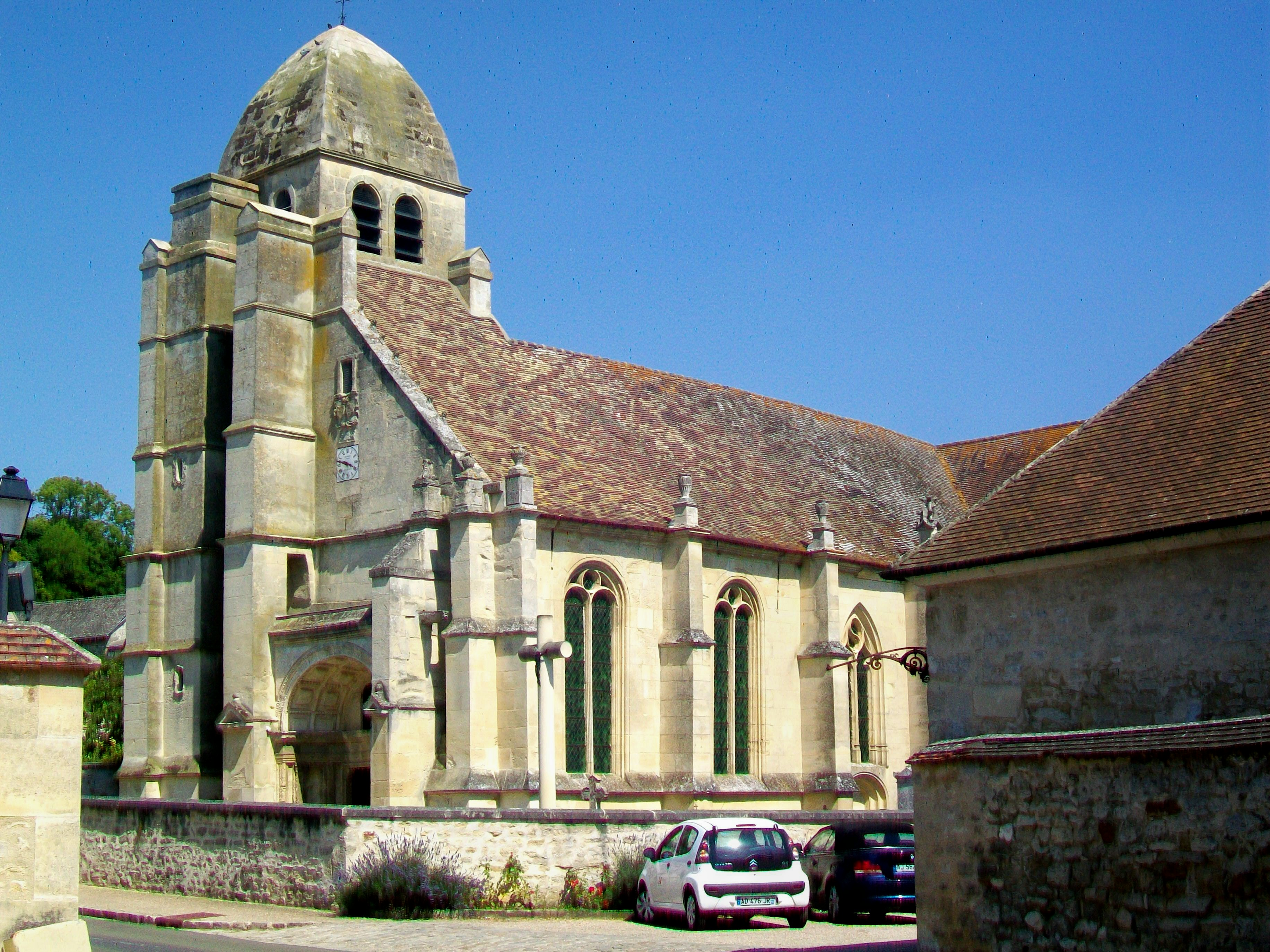
Biserica Saint-Nicolas.

Guiry-en-Vexin are șase monumente istorice pe teritoriul său:
- Biserica Saint-Nicolas, strada Saint-Nicolas (clasată monument istoric în 1942[29])

A fost construită pe fundațiile unei biserici anterioare din secolul al XIII-lea. Planul său are formă de cruce, fără abside laterale. Clopotnița domină fațada și ocupă o parte din prima travee a navei. Împreună cu portalul vestic și primele două travee ale navei, clopotnița datează din jurul anului 1557 și prezintă stilul Renașterii. Restul navei centrale și brațul sudic al transeptului datează din prima jumătate a secolului al XVI-lea și sunt în stil gotic. Aici se găsesc ferestrele cu rețelele cele mai elaborate din Vexin-ul francez.
Brațul nordic al transeptului este cea mai veche parte a bisericii. Acesta datează din secolul al XIV-lea, iar ferestrele sale sunt în stil gotic rayonnant târziu, însă bolta este, de asemenea, subdivizată în trei grupe a câte trei panouri. Această caracteristică rezultă din planul particular al transeptului, care include stâlpi liberi la nord și la sud de crucea transeptului și două bolți pentru cruce și brațul sudic. Această specificitate constituie o mare parte din interesul bisericii.
În plus, biserica adăpostește unul dintre cele mai importante ansambluri statuare din Vexin-ul francez. Toate aceste statui sunt din piatră, majoritatea datând din secolele al XV-lea și al XVI-lea. Optsprezece dintre ele sunt clasificate drept monumente istorice în categoria obiectelor.
- Castelul de Guiry, strada Saint-Nicolas (parcul înscris ca monument istoric în 1942; castelul, curtea de onoare, anexele, livada și diferitele elemente ale parcului clasificate prin ordinul din 14 martie 1944; aleea castelului clasificată ca monument istoric prin ordinul din 10 decembrie 2001[32])

Castelul a fost construit în 1665 pentru marchizul André de Guiry, conform planurilor desenate de François Mansart, folosind fundațiile unui edificiu din secolul al XVI-lea, distrus de un incendiu. În stil clasic, castelul are un etaj și o mansardă. Fațada care dă spre curtea de onoare este organizată pe șapte axe, dintre care prima și ultima ies ușor în relief, iar cele trei centrale sunt surmontate de un fronton în arc de cerc. Basorelieful care îl împodobește a fost sculptat abia în secolul al XIX-lea și reprezintă blazonul proprietarilor de atunci, familia Létourville. Cele două statui de sub fronton simbolizează două dintre cele patru Virtuți cardinale, Justiția și Forța.
Proprietarii actuali, care sunt descendenți ai lui André de Guiry, au decis să ofere o parte din domeniul lor spre închiriere pentru seminarii de afaceri.
- Ruinele castelului Cabin, situate în fundul parcului castelului (înscrise ca monument istoric în 1950[35]): Acest castel a fost ridicat ca reședință seniorială în secolul al XV-lea[31]. (Nu sunt vizibile din spațiul public.)

- Crucea pattée de pe drumul Tillay, aproape de RD 14 (inscrisă ca monument istoric în 1950[36]):

Crucea pattée, prezentă în doar șaptesprezece exemplare pe acest teritoriu, este considerată totuși emblematică pentru Vexin-ul francez. Acest tip de cruce apare deja ca motiv decorativ pe sarcofagele merovingiene. Întotdeauna monolitice, aceste cruci sunt, de obicei, formate din trei brațe scurte de lungime egală, cu extremități foarte lărgite.
În acest caz, doar extremitățile superioară și inferioară sunt lărgite, în timp ce cele două brațe laterale corespund unei cruci latine obișnuite.
- Calvarul Saint-Nicolas, strada Saint-Nicolas, la colț cu drumul Tillay (inscris ca monument istoric în 1985[38]):

Sculptat în 1855 de către zidarul Firmin Denise, acest calvar se remarcă prin coloana sa în formă de spirală și prin globul decorat situat între coloană și crucea propriu-zisă, care pot fi interpretate ca un șarpe și un măr. Brațele crucii sunt flăcărui.
De asemenea, o cruce pattée este gravată în soclul calvarului.
- Aleea acoperită din Bois-Couturier, situată în locul numit Bois-Couturier, în pădurea Morval (clasată ca monument istoric în 1958[39]):

Această alee acoperită a fost o sepultură colectivă. Camera funerară subterană are 8 metri lungime și 2 metri lățime. Aici au fost descoperite două sute de schelete. O particularitate rară este descoperirea dopului de piatră care sigila camera mortuară, găsit la fața locului și conservat acum în muzeul arheologic departamental din Val-d'Oise, alături de o replică a aleii. Vestibulul și acoperișul sunt realizate din plăci de calcar, care sunt încă intacte și la locul lor.
Este unicul dolmen din departament al cărui capăt este rotunjit. Accesul se face pe un traseu de drumeție de mică dificultate, marcat, care pornește de pe strada Lavoir.
De asemenea, se poate menționa:
- Muzeul arheologic departamental din Val-d'Oise, strada Saint-Nicolas:

Este situat din 1983 în centrul satului, într-o clădire modernă bine integrată în peisaj. Cele două niveluri, unul la parter și unul la subsol, sunt organizate în jurul unui atrium care permite pătrunderea luminii naturale și conține o grădină cu ruine. Fațadele exterioare sunt ascunse în spatele unor ziduri din piatră de calcar, caracteristice regiunii.
Muzeul prezintă vizitatorilor peste 35.000 de piese din preistorie până în secolul al XVIII-lea, provenind din diversele săpături arheologice realizate în departament. Situl galo-roman din comuna învecinată Genainville ocupă un loc central în colecții și a fost unul dintre motivele pentru care s-a decis deschiderea unui muzeu arheologic în această parte a Vexin-ului. De asemenea, muzeul găzduiește altoreliefuri din epoca sovietică, care decoraseră pavilionul URSS la Expoziția Universală de la Paris din 1937.
Expozițiile temporare, organizate periodic, abordează arheologia sub toate aspectele și depășesc tematica clasică a colecțiilor. Intrarea este gratuită.
Se remarcă existența unei asociații, AAMADVO, creată în 1986, al cărei scop este promovarea și sprijinirea activităților muzeului arheologic (și ale muzeului uneltelor din Wy-dit-Joli-Village, situat la 2 km), precum și promovarea patrimoniului regional pentru membrii săi.
- Fântână publică, la baza drumului Thillay, nu departe de crucea Saint-Nicolas

Fântâna este amplasată într-un taluz și delimitată de un zid de sprijin în formă de semicerc. Este compusă dintr-un jgheab sculptat într-un bloc de piatră și o pompă din secolul al XIX-lea.
- Spălătorie deschisă, pe drumul rural nr. 14 de la Banthelu la Guiry

De departe, se observă doar un zid destul de jos, deoarece spălătoria este situată sub nivelul solului. Accesul se face printr-o scară. Bazinul din beton este subdivizat în două compartimente și este alimentat de o sursă naturală.
- Pădurea Morval este o pădure departamentală de 61 de hectare, un loc plăcut pentru plimbări, clasat ca sit Natura 2000 datorită interesului său floristic și faunistic. Contrar a ceea ce sugerează numele său, situl include pajiști pe pante și foste livezi. Aceste habitate contrastează cu umiditatea din valea ru de la Défonce. Pădurea Morval adăpostește, de asemenea, aleea acoperită menționată mai sus, precum și doi stâlpi ai unui portal și o gheretă, un vestigiu numit „La Loge”. Din Guiry, pădurea Morval este accesibilă pe un traseu de drumeție de mică dificultate, marcat, care pornește de pe strada Lavoir.